# Contea di Benton (Oregon)
La contea di Benton (in inglese Benton County) è una contea dello Stato dell'Oregon, negli Stati Uniti. La popolazione al censimento del 2000 era di 78 153 abitanti. Il capoluogo di contea è Corvallis.

## Geografia
La contea si trova nel centro-ovest dello Stato, nella Willamette Valley. Il confine est è costituito dal fiume Willamette. Tra le aree nazionali protette, nella contea si trova il parco nazionale di Siuslaw.
L'Università statale dell'Oregon ha sede a Corvallis.

### Contee confinanti
- Contea di Polk - nord
- Contea di Linn - est
- Contea di Lane - sud
- Contea di Lincoln - ovest

## Storia
La contea fu istituita nel 1847. Fu chiamata così in onore del senatore Thomas Hart Benton. Originariamente l'area era abitata da tribù native, che furono decimate dalla malattie con l'arrivo dei coloni.

## Comuni

### Cities
- Adair Village
- Albany
- Corvallis (capoluogo)
- Monroe
- Philomath

### Census-designated places
- Alpine
- Alsea
- Bellfountain
- Blodgett
- Kings Valley
- Summit